# Gloria Muñoz
Gloria Rodríguez Gallego (Madrid, 9 de julio de 1948), conocida artísticamente como Gloria Muñoz, es una actriz española.

## Biografía
Su padre era del cuadro de actores de Radio Madrid y desde muy niña veía cómo se hacían las radionovelas, que entonces se llamaban seriales.
Empezó en 1965 en la compañía de Amelia de la Torre y Enrique Diosdado. Inició pronto su participación en el teatro independiente como miembro de Tábano (en especial en la Castañuela 70) y Los Goliardos. Ha alternado sus trabajos en cine con el teatro, con directores como José Luis Gómez, Mario Gas, Carme Portaceli, Calixto Bieito, Gerardo Malla o Claudio Tolcachir.
Entre las numerosas películas en las que ha trabajado destacan La vida alegre (1987), de Fernando Colomo, La flor de mi secreto (1995), de Pedro Almodóvar, Manolito Gafotas (1999), de Miguel Albaladejo, El Bola (2000), de Achero Mañas o Deseo (2002), Mi querida cofradía (2018) o Buenos modales (2022) de Gerardo Vera.
Se ha prodigado igualmente en series de televisión, entre ellas Los jinetes del alba (1990), Mar de dudas (1995), Menudo es mi padre (1996-98), Policías, en el corazón de la calle (2001-02), Manolito Gafotas (2004), El síndrome de Ulises (2007-08), Gran Reserva (2011-2013), La que se avecina (2017) y Señoras del (h)AMPA (2019).
En 2015 ficha por Bajo Sospecha, interpretando a Pilar. 
En 2017 ficha por Llueven Vacas. 
En 2018 sale en la serie de Televisión Española: La otra mirada que cuenta con la renovación de una segunda temporada. 
Tiene dos hijos habidos con sendos profesionales del teatro: Felipe, iluminador, con el actor Santiago Ramos, y Julián (fallecido en 2024), actor, con el director José Antonio Ortega.

## Televisión
| Año         | Serie                               | Personaje             | Canal     | Notas        |
| ----------- | ----------------------------------- | --------------------- | --------- | ------------ |
| 1990 - 1991 | Los jinetes del alba                | Adamina               | La 1      | 5 capítulos  |
| 1995        | Mar de dudas                        |                       | La 1      | 13 capítulos |
| 1996 - 1998 | Menudo es mi padre                  | Ángeles               | Antena 3  | 60 capítulos |
| 2001 - 2002 | Policías, en el corazón de la calle | Mercedes              | Antena 3  | 43 capítulos |
| 2004        | Manolito Gafotas                    | Asunción              | Antena 3  | 13 capítulos |
| 2007 - 2008 | El síndrome de Ulises               | Asunción              | Antena 3  | 26 capítulos |
| 2011 - 2013 | Gran Reserva                        | Rosalía Ortiz         | La 1      | 27 capítulos |
| 2015        | Bajo sospecha                       | Pilar Sánchez         | Antena 3  | 8 capítulos  |
| 2017 - 2018 | La que se avecina                   | Amelia Linares        | Telecinco | 2 capítulos  |
| 2018 - 2019 | La otra mirada                      | Manuela Casado García | La 1      | 9 capítulos  |
| 2019 - 2021 | Señoras del hAMPA                   | Josefina "Carmona"    | Telecinco | 17 capítulos |
| 2021        | Besos al aire                       | Doctora Dolores Rojas | Telecinco | 2 capítulos  |

## Premios
Premios de la Unión de Actores
| Año  | Categoría                                 | Montaje/Película                  | Resultado |
| ---- | ----------------------------------------- | --------------------------------- | --------- |
| 2010 | Mejor actriz protagonista de teatro       | Todos eran mis hijos              | Ganadora  |
| 2003 | Mejor actriz protagonista de teatro       | Las bicicletas son para el verano | Ganadora  |
| 2000 | Mejor interpretación de reparto de cine   | El Bola                           | Nominada  |
| 1992 | Mejor interpretación secundaria de teatro | Entre tinieblas                   | Ganadora  |

Premios Max
| Año  | Categoría                 | Montaje                            | Resultado |
| ---- | ------------------------- | ---------------------------------- | --------- |
| 2008 | Mejor actriz de reparto   | Homebody/Kabul (En casa, en Kabul) | Ganadora  |
| 2004 | Mejor actriz protagonista | Las bicicletas son para el verano  | Nominada  |

Premios Teatro de Rojas
| Año  | Categoría                     | Montaje              | Resultado |
| ---- | ----------------------------- | -------------------- | --------- |
| 2011 | Mejor interpretación femenina | Todos eran mis hijos | Nominada  |

Premios Simón del Cine Aragonés
| Año  | Categoría            | Montaje   | Resultado |
| ---- | -------------------- | --------- | --------- |
| 2012 | Mejor interpretación | Ahora, no | Nominada  |

Festival de Cine de San Juan de Alicante
| Año  | Categoría                           | Montaje   | Resultado |
| ---- | ----------------------------------- | --------- | --------- |
| 2013 | Premio del Jurado a la Mejor actriz | Ahora, no | Ganadora  |